# ماركو كانا
ماركو كانا هو لاعب كرة قدم بلجيكي، ولد في 8 أغسطس 2002 في بلجيكا. لعب مع نادي رويال أندرلخت.

## روابط خارجية
- ماركو كانا على موقع قاعدة بيانات كرة القدم.إي يو (الإنجليزية)
- ماركو كانا على موقع Soccerbase.com (لاعب) (الإنجليزية)
- ماركو كانا على موقع Soccerway.com (الإنجليزية)
- ماركو كانا على موقع عالم كرة القدم.نت (الإنجليزية)